# Marco Fábio Licino
Marco Fábio Licino (em latim: Marcus Fabius Licinus) foi um político da gente Fábia da República Romana eleito cônsul em 246 a.C. com Mânio Otacílio Crasso. Era filho de Caio Fábio Dorsuão Licino, cônsul em 273 a.C..

## Segundo consulado (246 a.C.)

Teatro de operações da Primeira Guerra Púnica entre 248 e 241 a.C..
Território siracusano
Território cartaginês
Territórios romanos
1. Amílcar Barca apóia Drépano, que esta sitiada, e saqueia a costa italiana.
2. Amílcar desembarca em monte Ercte.
3. Amílcar muda sua base de monte Ercte para Érice (Eryx).
4. Vitória naval romana nas ilhas Égadas e queda de Drépano. Cartago pede a paz (241 a.C.).

Foi eleito novamente em 246 a.C., o décimo-nono ano da Primeira Guerra Púnica, desta vez com Mânio Otacílio Crasso. Os dois continuaram as operações militares contra os cartagineses liderados por Amílcar. Apesar disto, não há relatos de batalhas importantes neste período, assim como já havia ocorrido no ano anterior e ocorreria novamente no ano seguinte.
Com os dois cônsules empenhados na campanha na Sicília, foi necessário nomear Tibério Coruncânio como ditador comitiorum habendorum causa para realizar as eleições consulares. 